# Svetac

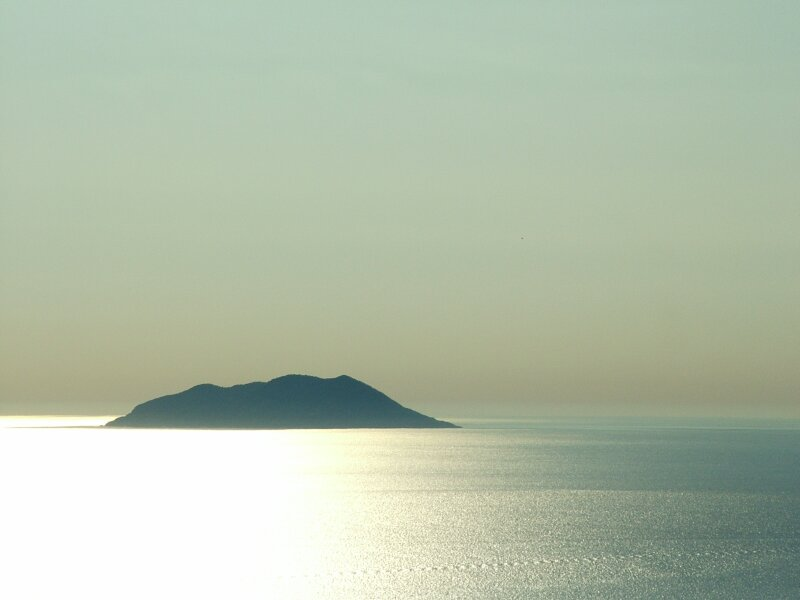
Svetac

Svetac (Sveti Andrija-St. Andreas) is een onbewoond eiland gelegen in de Adriatische Zee vlak bij de plaats Komiža op het nabijgelegen eiland Vis.
Op de kliffen in het noordwesten van het eiland bevinden zich kolonies van zeldzame vogelsoorten.
Op een van de toppen van het eiland liggen Byzantijnse en enkele prehistorische overblijfselen, wat bewijst dat Svetac bewoond is geweest duizenden jaren geleden.